# Диктатура
Диктатура се према облику власти и државног уређења сврстава у прву подјелу а то је према облику владавине. Ова подјела се узима према особинама које имају носиоци власти, начину доласка на власт, те према односу власти и владара према грађанима (поред диктатуре у ову подјелу још се убрајају и монархија и република).
Диктатура или тиранија постојала је у прошлости али и постоји и у садашњости. Владавина није утемељена у праву него у насиљу. Платон и Аристотел је сматрају изопаченом. Владар монополизује сву власт у држави и преузима све функције. У античкој Грчкој и Риму било је познато VIŠE диктатура. У новије вријеме имамо Мусолинија и Хитлера, док модификованом облику приписујемо Стаљина и Чаушескуа. Диктатори на власт долазе нелегално, па и државним ударом (Фидел Кастро је на власт дошао државним ударом,под изговором да скида са власти диктатора). Власт се настоји проширити на све сфере људског живота, привредне токове, културни и породични живот. Могли бисмо рећи да самим тим што диктатор има апсолутну власт над свим нивоима власти то омогућава организовани криминал да се инфилтрира где му то одговара. Наиме, многи диктатори управо стварају организовани криминал ради своје користи (нпр. Норијега у Панами, Пол Пот  итд.).

## Историја
Између два светска рата су описана четири типа диктатура: конституциони, комунистички (номинално заговарајући „диктатуру пролетаријата“), контрареволуционарни, и фашистички. Многи су доводили у питање разлике између ових прототипова. Од Другог светског рата препознатљив је шири опсег диктатура, укључујући диктатуре Трећег света, теократске или верске диктатуре и династичне или породичне диктатуре.

### Републиканско порекло
Током републиканске фазе античког Рима, римски диктатор је био специјални судија који је држао добро дефинисане моћи, обично у интервалима од шест месеци, и обично у комбинацији са конзулом. Римским диктаторима је додељивана апсолутна моћ у време ванредног стања. При извршењу, оригинално њихова сила није била ни произвољна ни неограничена, већ подложна закону и захтевала је ретроспективно оправдање. Није било таквих диктатура након почетка II века п. н. е, а каснији диктатори попут Суле и римских царева су много више лично и произвољно искориштавали моћ. Како је римски император био краљ у сваком погледу осим имена, концепт који је остао анатема традиционалном римском друштву, те институција није пренета у Римско царство.

### Латинско амерички лидери 19. века
Након колапса шпанске колонијалне владавине, у многим ослобођеним земљама дошли су на власт разни диктатори. Често су предводили приватну војску. Ти самоименовани војно политички лидери су нападали слабе националне владе након што су оне преузеле политичку и економску моћ у региону. Примери таквих лидера су Антонио Лопез де Санта Ана у Мексику и Хуан Мануел де Росас у Аргентини. Такви диктатори су такође названи personalismos.
Талас војних диктатура у Јужној Америци у другој половини двадесетог века оставио је посебан белег на латинско америчку културу. У латинско америчкој књижевности, диктаторски роман који изазива диктатуру и владара је значајан жанр. Постоје и многи филмови који приказују латиноамеричке војне диктатуре.

### Комунизам и фашизам у диктатурама 20. века
У првој половини 20. века, стаљинистичке и фашистичке диктатуре су се појавиле у разним научно и технолошко напредним земљама, које се разликују од диктатура у Латинској Америци и постколонијалних диктатура у Африци и Азији. Водећи примери модерне тоталитарне диктатуре обухватају:
- Адолф Хитлерову нацистичку Немачку, Бенито Мусолинијеву Италију, и друге фашистичке диктатуре;
- Јосиф Стаљинов Совјетски Савез, и друге стаљинистичке и совјетско комунистичке диктатуре које су се појавиле након Другог светског рата у средњој Европи, источној Европи, Кини и другим земљама.

### Диктатуре у Африци и Азији након Другог светског рата
Након Другог светског рата, диктатуре су успостављене у неколико нових држава Африке и Азије, често на рачун или услед неуспеха устава који су наслеђени од колонијалних сила. Ови устави често нису били делотворни без јаке средње класе или су радили против већ постојеће аутократске владавине. Неки изабрани председници и премијери су стекли власт тако што су потиснули опозицију и успоставили једнопартијску владавину, а други су успоставили војне диктатуре помоћу своје војске. Без обзира на њихов облик, ове диктатуре имале су негативан утицај на економски раст и квалитет политичких институција. Диктаторима који су остали на власти током дужег временског периода било је све теже да спроводе здраве економске политике.
Често цитирана експлоатациона диктатура је режим Мобуту Сесе Сека, који је владао Заиром од 1965. до 1997. године, и током своје владавина је проневерио преко 5 милијарди долара из своје земље.

### Демократизација
Глобална динамика демократизације била је једно од централних питања политичких научника. Сматра се да је трећи талас демократије довео до прелаза неких диктатура у демократије. (погледајте исто тако контраст између две цифре Демократско-диктатурног индекса за 198.8 и 2008. годину).

## Мерење диктатура
Концептуалне и методолошке разлике у литератури политичке науке постоје у погледу мерења и класификације режима као диктатуре или демократије, са истакнутим примерима као што су Freedom House, Polity IV и Демократско-диктатурни индекс. Њихова валидност и поузданост су предмет дискусија.
Постоје два главна истраживачка приступа: минималистички приступ се фокусира на то да ли је држава наставила са одржавањем избора који су конкурентни, и суштински приступ који проширује концепт демократије тако што укључује људска права, слободу штампе, владавину права, итд. ДД индекс се сматра примером минималистичког приступа, док је Polity data series, релативно комплетнији показатељ.

## Типови
Најгенералнији термин је деспотизам, облик владе у којој један ентитет влада са апсолутном моћи. Тај ентитет може да буде индивидуа, као у аутократији, или то може да буде група - партија, каста, као у олигархији. Деспотизам може да значи тиранија (доминација путем претњи кажњавања и насиља), или апсолутизам; или диктатура (форма владавине у којој је владар апсолутни диктатор, који није ограничен уставом, законима или опозицијом, etc.). Диктатуре могу да поприме облик ауторитаризма или тоталитаризма.
Диктатура је облик власти у којој је апсолутна моћ концентрисана у диктатору или малој клици, или владиној организацији, или групи у којој је апсолутна моћ изузетно концентрисана, док се демократија, са којом се концепт диктатуре често упоређује, дефинише као облик власти у којој се они који владају бирају путем избора. Ауторитарне диктатуре су оне у којима постоји мало политичке мобилизације и „мала група влада у оквиру формално лоше дефинисаних граница, али заправо на прилично предвидив начин”.
Тоталитарна диктатура укључује „једну партију коју води један снажан појединац са моћном тајном полицијом и високо развијеном идеологијом”. Овде влада има „потпуну контролу над масовним комуникацијама и социјалним и економским организацијама”. Хана Арент је сматрала тоталитаризам новом и екстремном формом диктатуре која обухвата „атомизоване, изоловане појединце”, у којој идеологија игра водећу улогу у дефинисању начина на који целокупно друштво треба да буде организовано. Хуан Линц сматра да је разлика између ауторитативног режима и тоталитарног у томе да до ауторитативни настоји да загуши политику и политичку мобилизацију (деполитизација), док тоталитарни настоји да контролише политику и политичку мобилизацију.

### Класификација
Диктатуре се могу класификовати на бројне начине, као што су:
- Друштвена класа
  - Диктатура буржоазије
  - Диктатура пролетаријата
- Војна диктатура
  - Могу се разликовати типови „арбитратора” и „владара”; арбитраторски режими су професионални, цивилно оријентисани, спремни да се одрекну моћи када се проблеми реше, и подрже постојећи друштвени поредак; „владарски” типови сматрају цивиле инкомпетентним и немају намере да им враћају власт, они су политички организовани, и имају кохерентну идеологију[22]
- Цивилно-војна диктатура
  - Један пример је Цивилно-војна диктатура Уругваја (1973–85)
- Једнопартијска држава
  - Могу се разликовати „јаке” и „слабе” верзије; у слабим једнопартијским државама, „бар један други актер замагљује улогу странке” (као што је једна особа, војска, или председник)."[23] Ера Јосифа Стаљина у Совјетском Савезу[24], ера Мао Цедунга у Кини, Николаје Чаушескуа у Румунији, Јосипа Броза у СФР Југославији, се могу навести као примери.
- Персонализам
- Хибрид
  - Неке комбинације горњих типова.

### Порекло моћи
- Породична диктатура – наслеђивање моћи путем породичних веза
- Војна диктатура – путем војне силе или државног удара. У Латинској Америци, војне диктатуре су често предвођене комитетима који се називају војним хунтама.
- Уставна диктатура – диктаторску моћ је пружена уставним средствима (често као одредба у случају ванредног стања)
- Аутоудар – путем суспендовања постојећих демократских механизама након доласка на функцију уставним средствима.

### Стабилна диктатура
Стабилна диктатура је она која се може одржати на снази током дугог временског периода. Теорија стабилне диктатуре по питању Совјетског Савеза тврди да након кризе наслеђивања која је следила након Стаљинове смрти 1953. године, успешни вођа је заузео статус стаљинистичког диктатора без Стаљиновог апарата терора. Сматра се да су Чиле и Парагвај имали стабилне диктатуре током 1970-тих. Постоје индикације се да се стабилне диктатуре понашају различито од нестабилних диктатура. На пример, Марија Браувер је мишљења да „експанзионистичке политике могу пропасти и поткопати ауторитет лидера. Стабилни диктатори би, стога, били склони да се уздрже од војне агресије. Ово се односи на империјалну Кину, Византион и Јапан, који су се у појединим раздобљима уздржавали да проширивања својих граница. Насупрот томе, нови диктатори желе да освоје подршку људи обећавајући им богатство и њихово присвајање из домаћих или страних извора. Они немају много да изгубе од неуспеха, док их успјех може подићи на позиције богатства и моћи.”

### Добронамерна диктатура
Добронамерна диктатура је теоретска форма владавине у којој ауторитарни вођа има апсолутну политичку моћ над државом али ради то у корист популације као целине. Добронамерни диктатор може да дозволи извесну економску либерализацију или постојање неког облика демократског процеса, као што су јавни референдуми или изабрани представници са ограниченом моћи, и он често врши припреме за прелазак на истинску демократију која треба да дође током или након његовог мандата. Ова концепција се можда може сматрати републиканском формом просветљеног деспотизма.
Ова етикета је пропагандно примењивана на лидере као што су Мустафа Кемал Ататурк (Турска), Јосип Броз Тито (Југославија), Ли Гуангјао (Сингапур), Абдулах II од Јордана, Пол Кагаме (Руанда), Кабус ибн Саид ел Саид (Оман), Томас Санкара (Буркина Фасо) и Муамер Гадафи (Либијска Џамахирија).